# Agotes

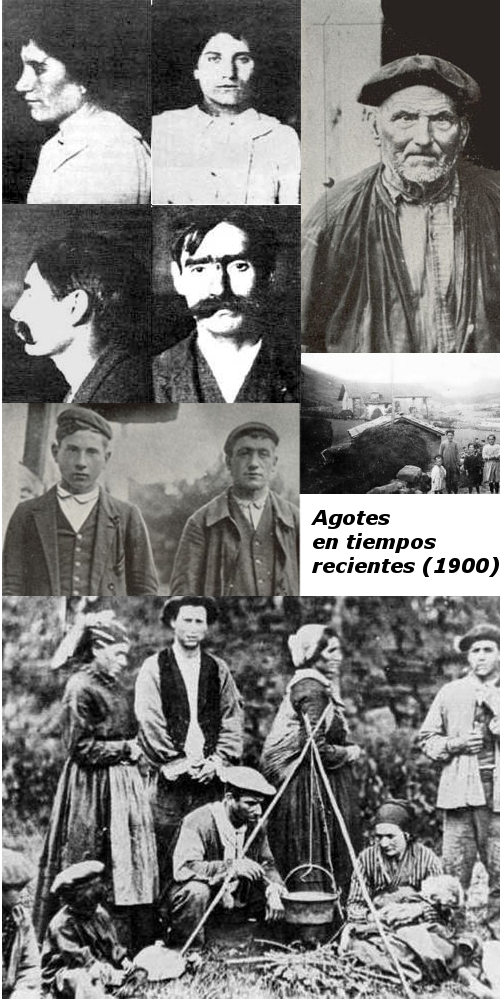
Kollage med Agotes tidigt 1900-tal

Agotes eller cagots var en historisk pariagrupp bosatt i de baskiska provinserna i västra Pyrenéerna, i Béarn i sydvästra Frankrike, i Gascogne, samt även i Bretagne (där de kallades cacoux). 

## Historia
Agotes omnämns för första gången på 1200-talet, då som Christiens eller Christianos. Under medeltiden utsattes agotes för omfattande diskriminering. De ansågs vara kretiner, spetälska och t.o.m. kannibaler. De förbjöds att gå barfota för att inte ”sprida smitta” och tvingades att bära en särskild klädedräkt. På vissa platser måste de även ha foten från en gås eller anka fastbunden vid kläderna, eller senare en gul lapp i form av en ankfot. Bar de inte denna, tvingades agotes att böta fem sous och förlorade sina kläder.
Agotes fick bara arbeta som slaktare eller snickare. Många försörjde sig på att hugga ved. De bodde i enkla hyddor i sin egen del av staden, kallad cagoterie. De fick inte heller hämta vatten från samma brunnar som den övriga befolkningen, inte inhandla eller sälja något ätbart, inte befinna sig innanför stadsmurarna under natten, inte besöka krogar eller kvarnar, etc. De tvingades att promenera i vägrenen istället för mitt ute på vägarna.
I kyrkan hade agotes en speciell, liten ingång vid sidan om och brukade skiljas från resten av församlingen med ett flank. Om de alls tilläts att ta emot nattvarden, fick de dricka nattvardsvinet längst ut på en lång sked. De hade även en egen behållare med vigvatten. 
Inom politiken hade de ingen som helst talan.

## Agotes ursprung
Agotes ursprung är något av ett mysterium. Vissa tror att de kan ha härstammat från visigoterna och menar att cagot kommer från caws (hund) och got. Andra tror att agotes var ättlingar till saracenerna eller albigenserna. Ytterligare en teori är att de härstammade från personer med spetälska, vilka på medeltiden kallades pauperes Christi, vilket först kom att förvrängas till Christien och så småningom till kretin. 

## Agotes i dag
Efter franska revolutionen 1793 gavs alla franska medborgare lika rättigheter, även agotes. Idag behandlas inte längre agotes/cagots som en enskild grupp och det är svårt att se om en person härstammar från denna folkgrupp. Många ättlingar till agotes tycks emellertid ha svårt att tala om sitt ursprung.

### Fotnoter
1. ↑  ”Arkiverade kopian”. Arkiverad från originalet den 18 december 2007. https://web.archive.org/web/20071218141937/http://www.1911encyclopedia.org/Cagots. Läst 23 februari 2008.